# خوانا مانويلا غوريتي
خوانا مانويلا غوريتي (بالإسبانية: Juana Manuela Gorriti) (15 يونيو 1818 - 6 نوفمبر 1892) كاتبة أرجنتينية لها علاقات سياسية وأدبية واسعة مع بوليفيا وبيرو.

## سيرتها الذاتية

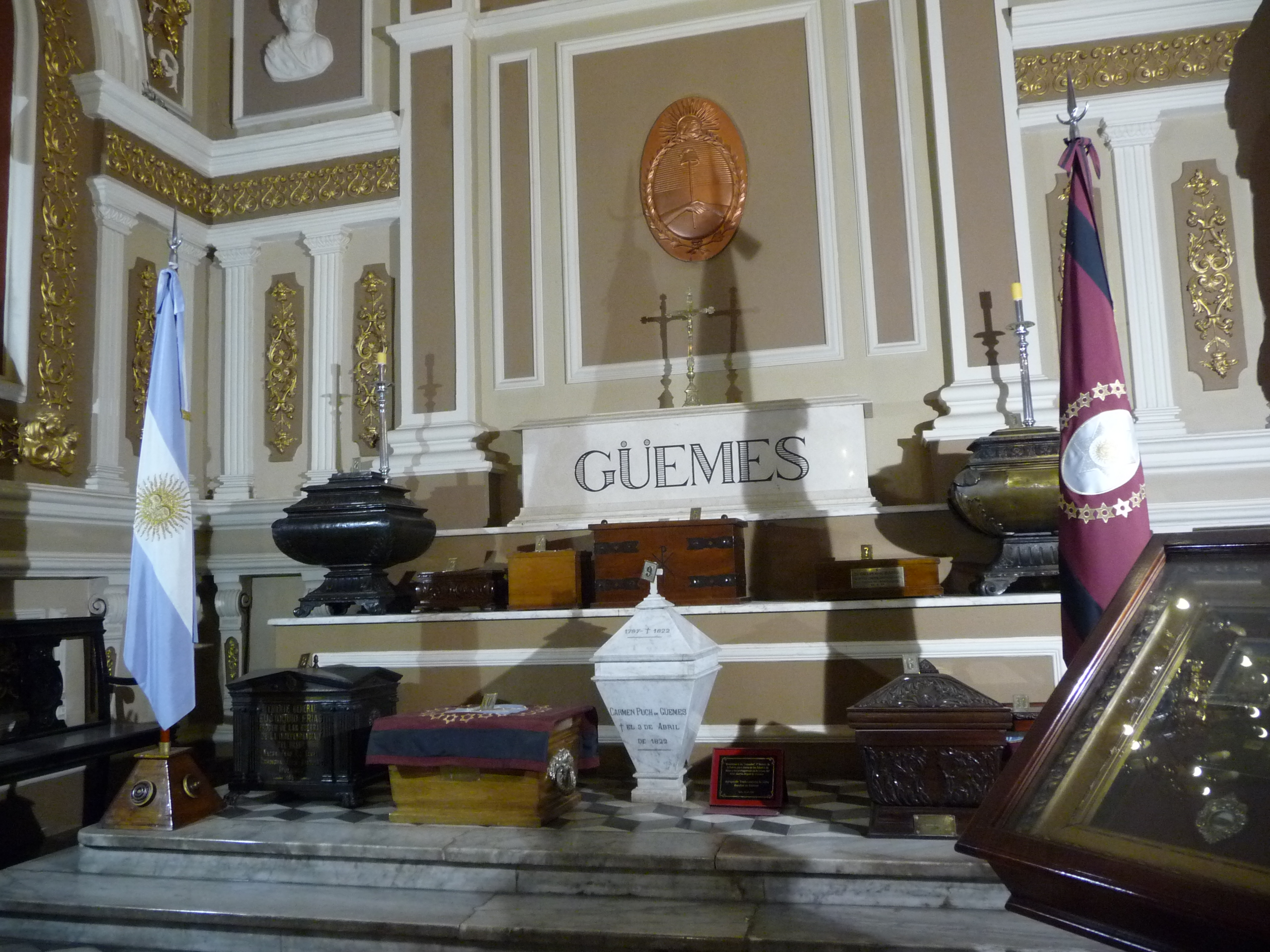
صورة لنصب تذكاري أرجنتيني

ولدت خوانا مانويلا غوريتي في سالتا بالقرب من الحدود البوليفية في 15 يونيو 1818. ويرجع أصلها لأسرة ثرية من الطبقة الأرستقراطية، بدأت دراستها في مدرسة الدير عندما كانت في الثامنة من عمرها. وكان والدها، خوسيه إغناسيو دي غوريتي، سياسياً وعسكرياً، حيث وقع إعلان استقلال الأرجنتين في التاسع من يوليو عام 1816. وكانت أيضاً ابنة أخ الثائر الشائن خوسيه فرانشيسكو «باتشي» غوريتي. كانت أسرتها ليبرالية، ودعمت أعضاء النظام المركزي (Unitarians) عندما كان خوان مانويل دي روساس يرأس البلاد. والذي كان محافظاً في الفترة ما بين عامي 1829 و1852، واستخدم أسلوب الإبادة الجماعية لسرقة الأراضي من سكانها الأصليين. وفي عام 1831، عندما كانت خوانا غوريتي في الثالثة عشرة من عمرها، أجبرها الكوديلو (الزعيم) الداعم للنظام الفيدرالي خوان فاكوندو كيروغا مع كثير من أفراد عائلتها على الذهاب إلى المنفى، ولذلك هاجروا إلى تاريخا، في بوليفيا. حيث التقت بزوجها المستقبلي مانويل إيسيدورو بيلتو.
كان مانويل بيلتو نقيباً في الجيش البوليفي آنذاك. وتزوجها عندما كانت في الخامسة عشرة من عمرها، وأنجبت له ابنتين. ومع تعقد حياته المهنية، أصبح زواجهما تعيساً، فهجرها في عام 1842 بعد تسع سنوات من زواجهما. وقد أصبح لاحقاً رئيساً للأرجنتين في عام 1848، ولكنه اُغتيل وهو ما يزال في منصبه ليخلفه ماريانو ميلغاريخو. وقد سرت شائعات، على الرغم من عدم التيقن منها، بأن ماريانو نفسه هو من أطلق النار على بيلتو في تلك الأثناء متظاهراً باحتضانه ليتولي منصب الرئيس بدلاً منه، وبرغم تصرفه كديكتاتور. لم تحصل خوانا على أوراق الطلاق إلا بعد أربعة عشر عاماً من بعد ذلك، أثناء قصف البحرية الإسبانية لميناء ليما عام 1866.
رحلت خوانا عن بوليفيا، وحيدة ولكنها لم تكن قد طُلقت، إلى البيرو، حيث ستنطلق حياتها الأدبية. بدأت عملها كمدرسة، وأسست في النهاية مدرسة في ليما، المدينة ساحلية التي عاشت وبرزت نجوميتها فيها كصحافية مؤثرة وبدأت في استضافة الصالونات الأدبية بانتظام. والتي سيواظب على حضورها كبار المثقفون والمثقفات المعروفون مثل ريكاردو بالما ومانويل غونزاليس برادا ومرسيدس كابيلو دي كاربونيرا وكلوريندا ماتو دي تيرنر وتيريزا غونزاليس دي فانينغ. كانوا يجتمعون لمناقشة الأدب ومسيرته، وهو الموضوع الذي أثار شغف خوانا، وشمل كثيراً نواحي أدبها. كانت خوانا ناشطة نسوية، وظهرّ ذلك في العديد من مجلاتها. فمن خلال كتاباتها، قامت بإرشاد وإلهام النساء لتولي أدوار الجنسين الحديثة التي كانت شائعة في أوروبا وأمريكا الشمالية. فقد أرادت للنساء أن تنهض ويُسمع صوتهُن وأن يعلمن أنفسهُن بدون أن تخشى مُعارضة تقاليد المجتمع.
في عام 1866، قصفت البحرية الإسبانية الموانئ الساحلية لبيرو وتشيلي، بما في ذلك ميناء ليما. فتطوعت خوليتا كممرضة ميدانية. كما خاطرت بحياتها لإخلاء الجرحى عندما استسلم الأسبان في كاياو. وبسبب بطولتها، وتصرفاتها الشبيهة بفلورنس نايتينجيل، فقد اُعتُبِرَت كمناضلة في سبيل حرية بيرو، وحصلت على وسام نجمة مايو الثانية من الحكومة البيروفية. وقد كتبت خوانا عن هذه الأحداث في العديد من المقالات والقصص القصيرة، التي جمَعَتها ونشرتها بنفسها فيما بعد في ألبوم ليما الذي أسسته مع صديقتها وزميلتها الكاتبة كارولينا فريري دي خايميس. كما أسست صحيفة فجر ليما مع زميلها الشاعر نوما بومبيليو يونا.
في عام 1878، عادت إلى الأرجنتين، وبرغم الفضائح العديدة التي واجهتها في حياتها مثل الطلاق والنفي، وإنجاب بيلتو لطفل خارج إطار الزواج، إلا أنها كان ما يزال ينظر إليها على أنها امرأة استثنائية جلبت فخراً كبيراً لبلدها. وفي عام 1879 مرضت ابنتها مرسيدس المُقيمة في بيرو، لكن خوانا لم تتمكن من الذهاب إليها بسبب الحرب بين تشيلي وبيرو في صراعهما على مقاطعتي تاكنا وأريكا. وماتت مرسيدس في وقت لاحق من ذلك العام. أسَسَت خوانا أيضاً جريدة فجر الأرجنتين، حيث نشرت العديد من المقالات حول حقوق النساء وتعليمهن، وكيف كان التقدم يحد من حريتهم. وعندما توفيت، أشاد بها الأرجنتينيون كصحافية شهيرة وتنويرية ومُلهمة عصرها.

## مسيرتها الأدبية

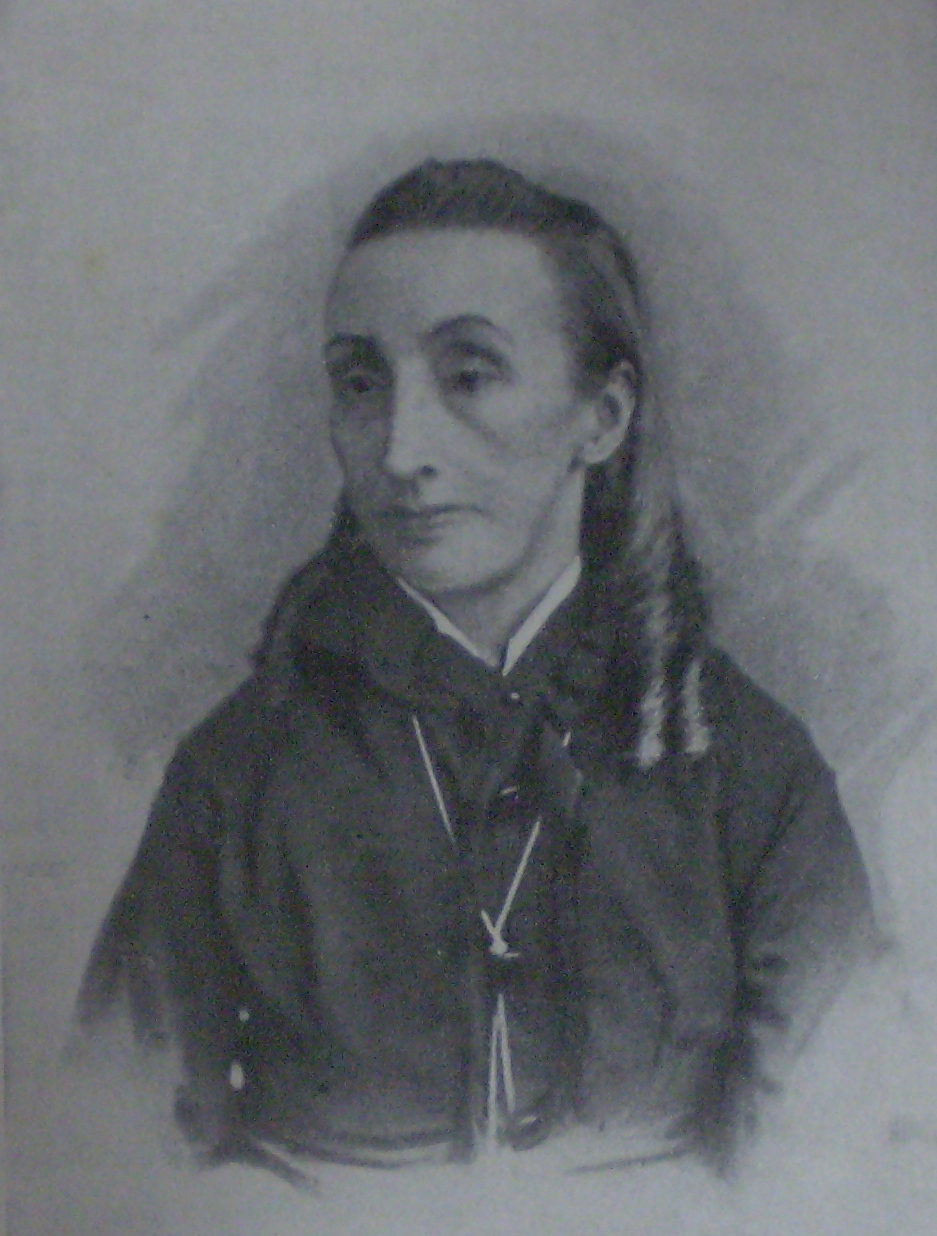
خوانا مانويلا غوريتي من كتاب (حياة الأرجنتينيون العظماء)

كَتَبَت خوانا عدداً من الروايات والقصص القصيرة، مثل «ابنة الشرطي La hija del mazorquero» و«نجم الربيع El lucero de fuente». وكلاهما قصتان ميلودراميتان تحملان رسالة سياسية قوية مناهضة لسياسات خوان مانويل دي روساس. كما كتبت عدداً من الروايات والقصص القصيرة الأُخريات. من بينها رواية ميلودرامية أخرى، هي «واحة الحياة La oasis de la Vida» التي كتبتها في عام 1880 كإعلان لشركة تأمين «لا بوينس آيرس»: تدور حبكتها عن نموذج «الشاب اليتيم والفقير الذي لا يستطيع أن يتزوج من حبه الحقيقي»، ولكن الأمر كله ينتهي عندما يكتشف أخيراً أن لوالديه بوليصة تأمين على الحياة مع الشركة، وبالتالي فهو ليس فقيراً إلى هذا الحد إطلاقاً. وقد مثلت الرواية مؤشراً للمناخ الأدبي الجديد الأكثر تمدداً في الأرجنتين في ذلك الوقت.
ومن المثير للاهتمام، ولكن من غير المُلاحظ كثيراً، إقامتها ثلاث سنوات مرة أخرى، ومن جديد في ليما، حيث ساعدت كمُرشدة جيل كامل من الكاتبات. نتج عن هذه الإقامة نشرها لرواية لا كوينا "La Quena" وهي رواية قصيرة لكنها مؤثرة نُشرت في جريدة التجارة (El Comercio) المرموقة. ولاحقاً عندما بدأت الحياة السياسية تستقر في بيرو، ساهمت خوانا بإضفاء الطابع المؤسسي على الأدب البيروفي بالتعاون مع مجلة ليما في نشر قصص مثل «الملاك الساقط»، و«لا تتوقع خيراً وأنت تصنع شراً» وغيرها من القصص. ومن خلال تنظيم واستضافة الصالونات الأدبية، قدَمّت فرصة عظيمة لكثير من الكاتبات مثل مرسيدس كابيلو دى كاربونيرا، كلوريندا ماتو دى ترنر وتيريزا غونزاليس دي فانينغ بالالتقاء معاً ومناقشة الأدب وسيْره وتقدم المرأة. لاحقاً، سيكتب العديد من الحاضرين المزيد عن هذه المواضيع، من بينهم تيريزا غونزاليس دي فانينغ، والتي أسَسَت حركة نسائية مستنيرة.
وعلى الرغم من أن خوانا مانويلا غوريتي قد لا تكون معروفة كما ينبغي، إلا أنها مؤلفة لا ينبغي تجاهلها. فقصصها المُصاغة بدقة، لا تشهد فقط على اتجاهات أدب أمريكا الجنوبية في القرن التاسع عشر، بل إن قرائتها مُمتعة في حد ذاتها.

## قائمة بأعمالها
- المطبخ الكهربائي.
- الأحلام والواقع (باللغة الإنجليزية).
- حج روح حزينة

## الصحافة
- أسست المجلة الدولية La alborada del Plata.

## القصص
- كما تدين تدان.
- الرهان.
- نجم الربيع.
- ابنة الشرطي.
- ابنة الصمت.
- القفاز الأسود.

## الروايات
- الحرب.
- ألبوم حاج.
- بئر اليوسي (1869).
- الوطن (1889).
- واحة في الحياة (1888).

## بانورامات من الحياة
- دراما مدتها 15 دقيقة
- الولاية الأخيرة.
- رحلة مصيرية.
- مشاجرة.
- بيلتو.
- توائم أليماني.
- زيارة إلى مشفى المجانين.
- رحلة إلى بلد الذهب.
- ساندويتش.
- شبح ضغينة.
- زيارة جهنمية.
- أعشاب ودبابيس.
- سقوط من الغيوم.
- سيدتنا ديسامبارادوس.
- انطباعات اثنين من مايو.
- الجسمانية.
- يوم الموتى.
- مدينة التناقضات.
- مشاهد من ليما.
- كاميلا اوغورمان.
- فيليزا.

## تكريمها
تحمل العديد من مدارس الأرجنتين اسمها. مثل مدرسة رقم 2 في مدينة بوينس آيرس، في حي Villa Urquiza.9